# 巴布亚金丝燕
巴布亚金丝燕（学名：Aerodramus papuensis）是雨燕科的一种金丝燕，分布于印度尼西亚和巴布亚新几内亚。